# لوبومیر گراسکوف
لوبومیر گراسکوف (به انگلیسی: Lubomir Geraskov) ژیمناست زادهٔ ۲۷ دسامبر ۱۹۶۸ میلادی اهل کشور بلغارستان است.